# Snapphanar

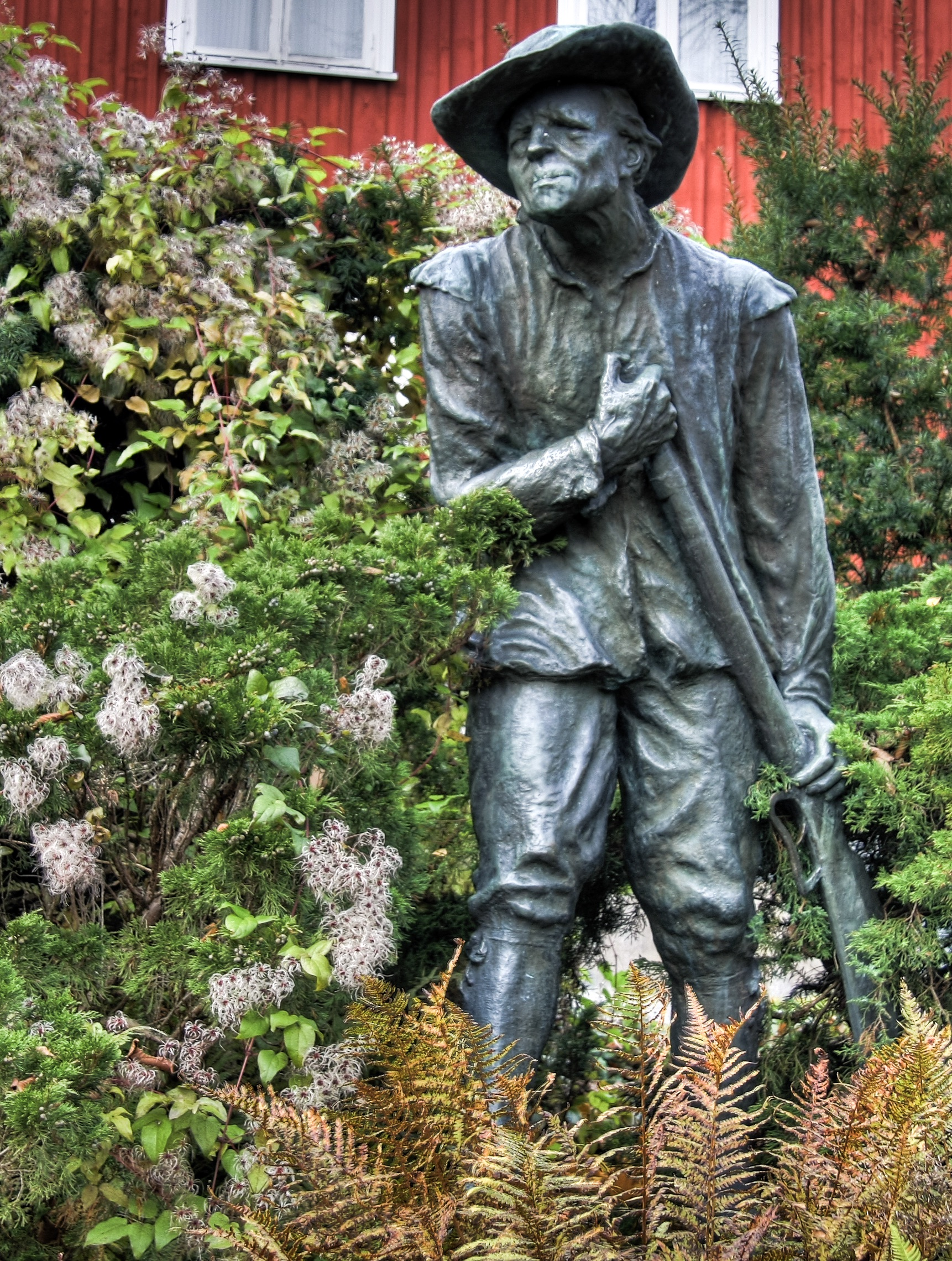
Snapphanen-Statue im Hembygdsparken von Hässleholm

Snapphanar (schwedisch; dänisch Snaphaner, deutsch manchmal Schnapphähne) ist die abwertende Bezeichnung für die einheimischen Freischärler, die im 17. Jahrhundert in Schonen, Blekinge und Halland gegen die schwedischen Truppen kämpften. Der Name „Snapphanar“ geht auf das niederdeutsche snaphane zurück, was „Straßenräuber“ bedeutet (Weiteres siehe im Artikel Schnapphahn).

## Geschichte
Während der dänisch-schwedischen Kriege im 17. Jahrhundert formierte sich unter der Bevölkerung der ursprünglich zu Dänemark gehörenden Gebiete im heutigen Südschweden bewaffneter Widerstand gegen die schwedischen Besatzungstruppen. Im Frieden von Roskilde (26. Februar 1658) musste Dänemark-Norwegen die politisch und kulturell dänisch geprägten Landschaften Schonen, Blekinge und Halland Schweden überlassen, womit der schwedische König Karl X. Gustav eines seiner wichtigsten Kriegsziele erreichte. Allerdings widersetzte sich die einheimische Bevölkerung einer Eingliederung in den schwedischen Staatsverband teils massiv.
Die Snapphanar (Einzahl Snapphane) waren innerhalb des Widerstands weitgehend autonom handelnde Guerilla-Kämpfer, die auf eigene Faust oder in kleinen Einheiten Überfälle auf schwedische Truppen verübten. Militärisch waren sie durch ihre Ortskenntnis, den Rückhalt in der Bevölkerung und ihre Skrupellosigkeit ein ernst zu nehmender Gegner für das schwedische Militär, dem sie große Verluste zufügten.

## Schonischer Krieg
Vor allem von 1675 bis 1679 kam es im Schonischen Krieg zu einem Aufflammen der Snapphanar-Bewegung, die Schweden in Bedrängnis brachte. Am 26./27. Juli 1676 fiel aufständischen Bauern und Freischärlern im sogenannten „Loshult-Coup“ bei dem gleichnamigen Ort die gesamte Kriegskasse Karls XI. im Wert von 50.000 Reichstalern in die Hände. Diese bestand aus ca. 250 Wagen mit wertvollen Metallmünzen, den sogenannten Kupferzetteln.

## Zusammensetzung
Die soziale Struktur der Snapphanar und ihre Motivation waren uneinheitlich. Die Gruppen bestanden aus einheimischen Bauern, die die schwedischen Steuerforderungen nicht erfüllen konnten oder wollten, entlaufenen Gefangenen, lokaler Bevölkerung, die sich dem Dienst in der schwedischen Armee entzog, aber auch aus überzeugten dänischen Nationalisten. Teilweise war die Grenze zum bewaffneten Banditentum fließend. Die Wälder und Höhlen der Region waren Zufluchtsorte der Snapphanar. Sie wurden teilweise von der Bevölkerung freiwillig unterstützt, teilweise ernährten sie sich selbst durch Raubzüge.

## Bestrafung
Die Snapphanar wurden von den schwedischen Behörden massiv verfolgt und hart bestraft. Da die Snapphanar nach damaligem Recht friedlos waren, wurden sie meist ohne Gerichtsverfahren gehängt, seltener enthauptet. Oft wurden sie zur stärkeren Abschreckung gerädert oder gepfählt. Es sind Berichte von zahlreichen brutalen Hinrichtungen und Folterungen von Freischärlern überliefert. Darüber hinaus kam es zu Repressalien des schwedischen Militärs gegen die einheimische Zivilbevölkerung wegen geleisteter oder vermuteter Unterstützung der Snapphanar. Die letzte Hinrichtung erfolgte 1703 an einem Snapphane in Röinge in der Gegend von Hässleholm, der sich für einige Zeit im Ausland versteckt hatte.

## Film und Fernsehen
Snapphanar ist auch der Titel eines Filmes des schwedischen Regisseurs Åke Ohberg aus dem Jahr 1941, dessen fiktive Geschichte auf Erzählungen über die Snapphanar im Schonischen Krieg beruht. 2006 produzierte das schwedische Fernsehen SVT eine dreiteilige Dramaserie mit dem Titel Snapphanar zur gleichen Geschichte (Regie: Måns Mårlind, Björn Stein, Buch: Niklas Rockström, deutscher Titel: Der Rebell des Königs oder Pakt der Bestien 2).